# Helmut Zinner
Helmut Kurt Zinner (* 21. März 1921 in Jena; † 29. November 2002 in Rostock) war ein deutscher Chemiker.

## Leben
Zinner studierte von 1940 bis 1945 Chemie an der Universität Jena, wo er 1945 promoviert wurde. Er arbeitete ab 1952 kurzzeitig als Dozent in Jena und habilitierte sich. 1953 wurde Zinner auf eine Professur für Organische Chemie an der Universität Rostock berufen. Dort war er über zwölf Jahre Mitherausgeber der wissenschaftlichen Fachzeitschrift Carbohydrate Research. In Rostock arbeitete Zinner anfangs zur Synthese von Rohrzucker. Danach wandte er sich der Chemie der Monosaccharide zu. Im Mittelpunkt seiner wissenschaftlichen Arbeit standen dabei die Dithioacetale. Internationale Bekanntheit erlangte der Organiker durch seine zahlreichen Publikationen über Synthesen von und mit Derivaten der Pentose- und Hexosemercaptale und durch die daraus resultierende leistungsfähige Kohlenhydratchemie. Zusätzlich beschäftigte er sich mit Benzoxazolen, deren Tautomerien und den Folgeprodukten des technisch gut zugänglichen Chlorids. 1986 wurde er emeritiert.